# Кеннеди, Нери
Нери Густаво Кеннеди Ролон (исп. Nery Gustavo Kennedy Rolón; род. 28 мая 1973 или 28 марта 1973, Mbocayaty del Yhaguy, Кордильера) — парагвайский легкоатлет, специалист по метанию копья. Выступал за сборную Парагвая по лёгкой атлетике в 1991—2003 годах, победитель Южноамериканских игр, чемпион Южной Америки, участник двух летних Олимпийских игр.

## Биография
Нери Кеннеди родился 28 марта 1973 года в городе Мбокайяти-дель-Иагуй департамента Кордильера, Парагвай.
Первого серьёзного успеха на международном уровне добился в сезоне 1991 года, когда вошёл в состав парагвайской сборной и выступил на юниорском южноамериканском первенстве в Асунсьоне, где превзошёл всех соперников в зачёте метания копья.
В 1992 году в той же дисциплине занял девятое место на иберо-американском чемпионате в Севилье и благодаря череде успешных выступлений удостоился права защищать честь страны на летних Олимпийских играх в Барселоне — на предварительном квалификационном этапе метнул копьё на 65 метров, чего оказалось недостаточно для выхода в финал. Также в этом сезоне отметился выступлением на юниорском мировом первенстве в Сеуле.
В 1994 году одержал победу на Южноамериканских играх в Валенсии.
В 1995 году стал девятым на Панамериканских играх в Мар-дель-Плате. Занимался лёгкой атлетикой в США во время учёбы в Техасском университете A&M — в составе местной легкоатлетической команды успешно выступал на различных студенческих соревнованиях, в частности занимал девятое место в первом дивизионе чемпионата Национальной ассоциации студенческого спорта (NCAA), выигрывал турнир Penn Relays в Филадельфии.
В 1997 году превзошёл всех соперников на чемпионате Южной Америки в Мар-дель-Плате.
В 1998 году получил серебро на иберо-американском чемпионате в Лиссабоне и завоевал золото на Южноамериканских играх в Куэнке. При этом на студенческих соревнованиях в Колледж-Стейшен установил свой личный рекорд — 81,28 метра (на то время рекорд Южной Америки).
В 1999 году победил на чемпионате Южной Америки в Боготе, стал четвёртым на Панамериканских играх в Виннипеге, выступил на чемпионате мира в Севилье.
На иберо-американском чемпионате 2000 года в Рио-де-Жанейро стал серебряным призёром. Принимал участие в Олимпийских играх в Сиднее, где с результатом 70,26 в финале не вышел. Являлся знаменосцем парагвайской делегации на церемонии открытия игр.
В 2001 году среди прочего выиграл серебряную медаль на чемпионате Южной Америки в Манаусе.
В 2003 году взял бронзу на чемпионате Южной Америки в Баркисимето, стал шестым на Панамериканских играх в Санто-Доминго, выступил на чемпионате мира в Париже.
Завершил спортивную карьеру по окончании сезона 2012 года.